# 100년 (영화)
《100년》(영어: 100 Years)은 2115년 공개 예정인 SF 영화이다. 로버트 로드리게스가 감독을, 배우 존 말코비치가 각본을 맡았다. 2015년, "당신은 절대 못 볼 영화"라는 태그라인과 함께 광고되었으며, 2015년에서 100년 후인 2115년에 레미 쿠앵드로사의 루이 13세 코냑 출시와 함께 공개될 예정이다. 미국의 배우 존 말코비치, 타이완의 배우 슈야 챙, 칠레의 배우 마르코 사로르가 출연한다.
2019년 로드리게스 감독 인터뷰에 의하면 단편 영화가 될 것이라고 밝혔다.

## 출연
- 존 말코비치 - 영웅
- 슈야 챙 - 영웅
- 마르코 사로르 - 나쁜 놈